# Пезлово (Псковская область)
Пезлово — деревня в Бережанской волости Островского района Псковской области.
Расположена в 30 км к югу от центра города Остров и в 9 км к югу от деревни Дубки. В 4 км к западу находится деревня Захаркино.
Постоянное население по состоянию на 2000 год в деревне отсутствовало.
До 3 июня 2010 года деревня входила в состав ныне упразднённой Рубиловской волости с центром в д. Дубки.